# Kornokipos
Kornokipos (in greco Κορνόκηπος?; in turco Görneç) è un villaggio di Cipro. Esso è situato de iure nel distretto di Famagosta e de facto nel distretto di Gazimağusa. È de facto sotto il controllo di Cipro del Nord. Prima del 1974 il villaggio era abitato da turco-ciprioti.
Nel 2011 Kornokipos aveva 507 abitanti.

## Geografia fisica
Esso è situato sul versante sud-orientale della catena montuosa di Kyrenia, e si trova a cinque chilometri e mezzo a nord-est della cittadina di Kythrea.

## Origini del nome
Si pensa che il nome del villaggio significhi "Giardino di Kornos" in greco antico. Kornos può significare "picco" o "rango" in greco. Görneç è il nome alternativo turco del villaggio, in uso da secoli. Il significato è oscuro, ma potrebbe essere la corruzione di Kornokipos o Kornos.

## Società

### Evoluzione demografica
Nel censimento ottomano del 1831 i musulmani (turco-ciprioti) costituivano gli unici abitanti del villaggio. Per tutto il periodo britannico il villaggio è stato abitato esclusivamente da turco-ciprioti, a parte uno o due greco-ciprioti che sono stati registrati come abitanti del villaggio per brevi periodi. Durante la prima metà del XX secolo, sebbene la popolazione del villaggio abbia subito notevoli fluttuazioni, è aumentata costantemente fino a raggiungere i 280 abitanti nel 1946, per poi salire a 292 nel 1960.
Dalla popolazione originaria non è stato sfollato nessuno; tuttavia, il villaggio è servito come centro di accoglienza transitoria per alcuni sfollati turco-ciprioti nel 1964. Nel 1971, il geografo politico Richard Patrick ha registrato solo due sfollati turco-ciprioti che vivevano ancora nel villaggio. Dal 1964 al 1974 ha fatto amministrativamente parte dell'enclave turco-cipriota di Chatos/Serdarlı. Durante questo periodo Kornokipos è stato un avamposto dell'enclave di Chatos. Patrick stimava che la popolazione del villaggio fosse di 393 abitanti nel 1971 (erano 292 nel 1960).
Attualmente il villaggio è abitato principalmente dai suoi abitanti originari. Secondo il censimento turco-cipriota del 2006, la popolazione di Kornokipos/Görneç era di 515 abitanti.